# Linfangite esclerosante peniana
A Linfangite esclerosante peniana é uma estrutura caracterizada por uma veia dura no sulco coronal do pênis, ou a todo em comprimento do eixo, que tem sido atribuída a trauma durante a relação sexual vigorosa e/ou masturbação.
A Linfangite Esclerosante Não-Venérea do pênis é uma lesão peniana rara que consiste em uma veia endurecida envolvendo o sulco coronal e da pele peniana ocasionalmente adjacente. Este distúrbio ocorre com mais freqüência após a atividade sexual vigorosa.
A Etiologia da linfangite esclerosante é desconhecida e a recuperação espontânea pode ocorrer dentro de algumas semanas ou vários meses. Embora seja geralmente recomendado que o paciente se abstenha de qualquer atividade sexual durante a recuperação, não há evidências de que este acelera a recuperação nem que não abstenção piora a condição.